# Освіта в Гадяцькому районі

## Історія

### До початку XX століття
У 1516 році Гадяч став уже досить великим містом. Тож історія освіти Гадяцького краю бере свій початок саме з цих часів.
При церковних парафіях діяли початкові школи. Відповідно до «Статуту навчальних закладів, підвідомчих університетам» 1804 року такі школи дістали назву парафіяльних. З 1884 року їх стали називати церковно-парафіяльними. Належали вони духовному відомству. У церковно-парафіяльних школах навчали елементарної грамоти дітей селян та інших верств населення.
Наприкінці XIX ст. поряд з церковно-парафіяльними школами у Гадяцькому повіті діяли початкові народні училища, земські, громадські і приватні школи. Зокрема, з 1847 року в містечку Лютенька (Гадяцького навчального округу) діє одне двокласне міністерське училище відомства Полтавської палати державного майна. У ньому налічувалося близько 58 учнів. Приміщення училища було збудовано до 1847 року. Також відомі імена перших учителів, які тут працювали — священник Григорій Киреєв та дяк Яків Яременко.
У 1885 році при Успенській церкві в церковній сторожці була відкрита перша в Лютеньці однокласна церковно-парафіяльна школа. А вже на початку XX ст. тут діяло три церковно-парафіяльних школи, одна з яких для дівчат.
У 1891—1892 рр. у Гадяцькому повіті нараховувалося вже 15 церковно-парафіяльних шкіл (проти семи у 1886—1887 рр.). Крім того у повіті працювало ще десять шкіл грамоти. У цих 25 школах навчалося 770 учнів.
У 90-ті роки, хоча й з великими труднощами, процес розширення мережі шкіл різних типів триває. Так, 15 листопада 1892 року при Преображенській церкві села Сватки Гадяцького повіту в хуторі Півневім було відкрито школу грамоти, де навчалося 14 хлопців і одна дівчина. Жіноча церковно-парафіяльна школа розпочала діяльність 1 лютого 1893 року при Свято-Духовській церкві села Розбишівка Гадяцького повіту, де навчав грамоти син священника, студент Волинської духовної семінарії Іоанн Самойлович. У школі навчалося 10 учениць. З жовтня 1895 року при церкві Різдва Богородиці села Сари відкрито школу грамоти для дівчат (10 учениць). Через відсутність належних умов для роботи частина раніше відкритих шкіл закривалася. За даними Всеросійського перепису населення 1897 року у Гадяцькому повіті налічувалося лише 2 % грамотних, а за ступенем забезпеченості школами (1 на 1478 осіб) Гадяччина займала останнє місце у губернії.
У 1911 році відкрилися чоловіча і жіноча гімназії. Чоловіча гімназія мала шість класів, а з 1917 р. — сім. Приймали до неї дітей всіх станів і віросповідань після закінчення початкової школи. Заклад знаходився у теперішньому приміщенні Гадяцької спеціалізованої школи-інтернату. Там навчався М. Духов, лекції читала О. Пчілка. У 1917 році в гімназії навчалося 280 хлопчиків і працювало 19 вчителів з університетською освітою. Жіноча гімназія мала восьмирічний курс навчання, восьмий клас вважався педагогічним, і його випускниці отримували право працювати вчителями початкових шкіл та домашніми вчителями. Почесним попечителем гімназії вважалася графиня М. М. Ламздорф-Галаган.
У 1913 році у Гадячі було відкрито і вище початкове училище з чотирирічним терміном навчання. У 1915 році у ньому навчалося 170 хлопчиків 10-13 років. Того ж року при училищі відкрилися дворічні педагогічні курси, які мали забезпечити всезростаючу потребу у вчителях початкових класів.
Школи будувалися і фінансувалися з державного бюджету (міністерські кошти) та на кошти земств і Російської православної церкви. Відкривалися вони і за рахунок благодійних внесків та спонсорської допомоги заможних і небайдужих до освітньої справи людей. Наприклад, син Івана Рудченка, Петро, у 1906 році подарував три десятини землі і 1500 карбованців на спорудження в Монастирських Будищах народної початкової школи на знак пам'яті про відомого українського письменника Панаса Мирного.
На початку 1914 р. у Гадяцькому повіті працювали 120 початкових шкіл, у яких навчалося 6148 учнів, але близько 20 % з них не закінчували повного курсу навчання.
Перша світова війна вносить корективи у роботу земств: скорочуються витрати на освіту, та не зважаючи на це, у повіті збільшується кількість навчальних закладів і учнів. Станом на 01.01.1917 р. на Гадяччині функціонувало 138 шкіл, у тому числі 82 земських і 40 церковно-парафіяльних, у яких навчалося 10885 дітей, дві третини з них були хлопчиками. Працювало 4227 вчителів, три чверті з яких були жінками. Існувало й 11 шкіл грамоти для дорослих. У них навчався 301 учень. Переважна більшість навчальних закладів (94,2 %) були розташовані у власних будівлях, а їх середня завантаженість становила 85,7 осіб. Поза системою початкової освіти залишалося 40,1 % дітей повіту. Головною причиною низької успішності учнів на селі прогресивні земські діячі Полтавщини вважали складність сприйняття українськими дітьми підручників російською мовою. Питання про необхідність переведення початкових шкіл на українську мову викладання було включено до порядку денного чергових Гадяцьких земських зборів 1915 р. Однією з найбільш болючих проблем початкової освіти був низький освітній ценз вчителів. Окрім того, складна економічна ситуація і призови до армії призвели до зменшення відсотку вчителів-чоловіків, частка яких у Гадяцькому повіті, при загальній кількості 218 осіб, складала 31,6 %. Для підвищення професійного рівня освітян зусиллями Полтавського педагогічного бюро з осені 1914 року випускався «Педагогічний журнал» і проводилися щорічні літні курси. Стан позашкільної освіти у Гадяцькому повіті знаходився на дуже низькому рівні: уроки для дорослих не проводилися, а недільні школи були відсутніми.
З березня 1917 року на Гадяччині, як і по всій Україні, почав швидко розвиватися процес національного відродження. Значну роль у цьому відіграли осередки «Просвіти». Засновниками осередків виступали вчителі, гімназійна та учнівська молодь. Виникали «Просвіти» стихійно, як природний потяг українського народу до культури, знань і освіти, утримувалися за рахунок власної діяльності, допомоги органів місцевого самоврядування, добровільних пожертв. Головна мета діяльності — перевести школи на українську мову навчання. Охоплювали вони своєю діяльністю найвіддаленіші села і хутори Гадяцького повіту. Таким чином число грамотних збільшилося до 20,6 %.

### 1920-30-ті роки
Збільшення кількості освітніх закладів у Гадяцькому районі відбулося у 20-30 роки. У середині 30-х років почало виконуватися рішення союзного уряду про перехід до обов'язкового семирічного навчання. У 1932 році на базі семирічної школи № 2 відкрилася середня школа. У 1937 році на середню була перетворена і школа № 1. Такі ж школи відкрилися у Веприку та Лютеньці. Були відкриті і три нових семирічних школи у Гадячі. Значно розширив набір учнів Гадяцький педагогічний технікум. У 1940 р. в ньому навчалося 373 студенти. З метою ліквідації неписьменності в місті працювала і вечірня школа, в якій навчалося близько 150 учнів.
З метою підготовки медичних працівників середньої кваліфікації в 1933 році в Гадячі відкрили дворічну медичну школу з сестринським і фельдшерським відділенням. У 1940 р. у ній навчалося184 слухачі.

### Період Другої світової війни та повоєнні роки

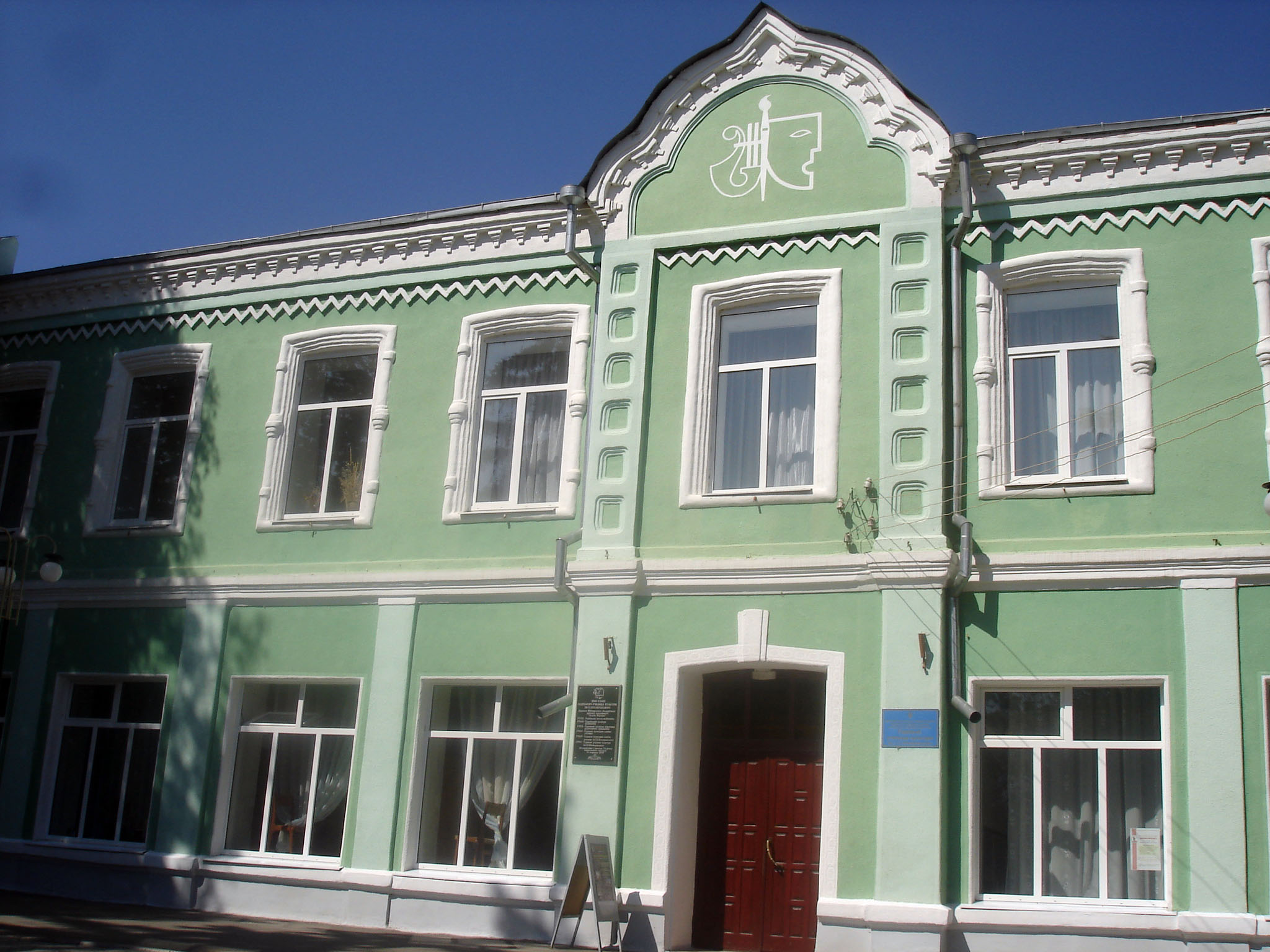
Гадяцьке училище культури імені І. П. Котляревського. Головний корпус.

У період німецько-фашистської окупації освітні заклади району майже не працювали. Приміщення педагогічного технікуму і медичного училища були перетворені на казарми. У середній школі № 2 розміщувалося поліцейське управління, в дитячому садку — жандармерія, а в агрошколі на Замковій горі — табір для військовополонених.
Гадяч був визволений від німецько-фашистських окупантів 11 вересня 1943 року. Упродовж 1943—1944 рр. у районі силами місцевого населення було відремонтовано 50 навчальних закладів. Вже до 10 жовтня 1943 р. у районі було відкрито 43 школи, у тому числі 3 середніх, 19 неповно середніх та 25 початкових. У школах навчалося 7,5 тис. учнів, викладацький склад нараховував 435 учителів. У 1944 р. відновили свою роботу Гадяцька сільськогосподарська школа та Гадяцька педагогічна школа (згодом училище).
У 1950 р. кількість шкіл зростає до 51, у них навчалося 12960 учнів, а станом на 1952 р. у районі функціонувало шкіл середніх — 6, семирічних — 25, початкових — 21. Всього: 52.
Публікації про розвиток освіти у Гадяцькому районі неодноразово з'являлися на шпальтах обласної газети «Зоря Полтавщини». У серпні 1953 р. О. Бандура писав так: «… Підростаюче покоління оволодіває основами наук у трьох десятирічках, в семирічній та початковій школах. Понад шість тисяч вчителів випустило місцеве педагогічне училище. В інших спеціальних навчальних закладах готують кадри колгоспних садівників, медичних сестер. Місто росте, розширюється.»
У жовтні 1955 року із Харкова до Гадяча було переведено культурно-освітній технікум (нині Гадяцьке училище культури імені І. П. Котляревського).
У середині 50-х років, внаслідок ідеологічної роботи у школах, все більше молоді стало здобувати виробничі та сільськогосподарські професії та залишалося працювати у сільському господарстві. У 1956 році було скасовано плату за навчання у старших класах середніх шкіл.

### 1960-80-ті роки
У місті станом на 1964 р. діяло 2 середні школи з виробничим навчанням, школа-інтернат (відкрита 23 вересня 1958 р. на 300 вихованців), восьмирічна школа, училище механізації сільського господарства № 7, організоване 1954 р., заочна середня школа, вечірня школа робітничої молоді, училище підготовки культосвітніх працівників, педагогічне училище. В усіх цих школах навчалося близько 5 тис. учнів, працювало 350 учителів. У 1960 році у Гадячі було відкрито дитячу музичну школу, у якій навчалося понад 200 учнів. Згодом відкрито філіали школи у ряді сіл району. Зміцнювалась матеріально-технічна база навчальних закладів району.
У післявоєнний час освітою району керували І. І. Немченко, М. І. Потапенко, М. Г. Підвербний, В. Є. Удод, М. К. Андрієвський, В. Г. Огризько, І. Я. Мусієнко. Головами райкому профспілки були О. І. Шепотько, П. П. Голуб, Д. Т. Усенко.
Серед мешканців міста і району високим авторитетом користувалися заслужений вчитель школи УРСР Г. В. Швацький. Вагомих успіхів досяг вчитель природознавства і біології Рашівської середньої школи Г. В. Умановський.
У період 1970—1980 рр. у Гадяцькому районі швидкими темпами розвивалася нафтогазодобувна та нафтопереробна галузі промисловості. Це сприяло соціально-економічній розбудові району, його благоустрою, будівництву нових шкіл, дитячих дошкільних закладів. Галузі освіти надавалася з боку влади визначальна ідеологічна вага. У 70-х р. відбувся перехід до загальної середньої освіти, внаслідок чого абсолютна більшість випускників восьмих класів продовжувала навчання у старшій школі, технікумах чи середніх ПТУ. Значного поширення у районі набули шкільні навчально-виробничі комбінати з цілком пристойною матеріальною базою для підготовки фахівців різних робітничих професій. У 1970-х роках уведено в дію Веприцьку і Березоволуцьку середні та Біленченківську восьмирічну школи, навчальний корпус культосвітнього училища, гуртожиток СПТУ-7, дитячий садок на 50 місць заводу залізобетонних виробів. Згодом стали до ладу нові середні школи у Сарах, Розбишівці, Лютеньці. Нові дошкільні заклади були відкриті у Гадячі, Сарах, Рашівці, Розбишівці, Вельбівці, побудовано 4 восьмирічних школи. У місті почала діяти дитяча спортивна школа (1985 р.).

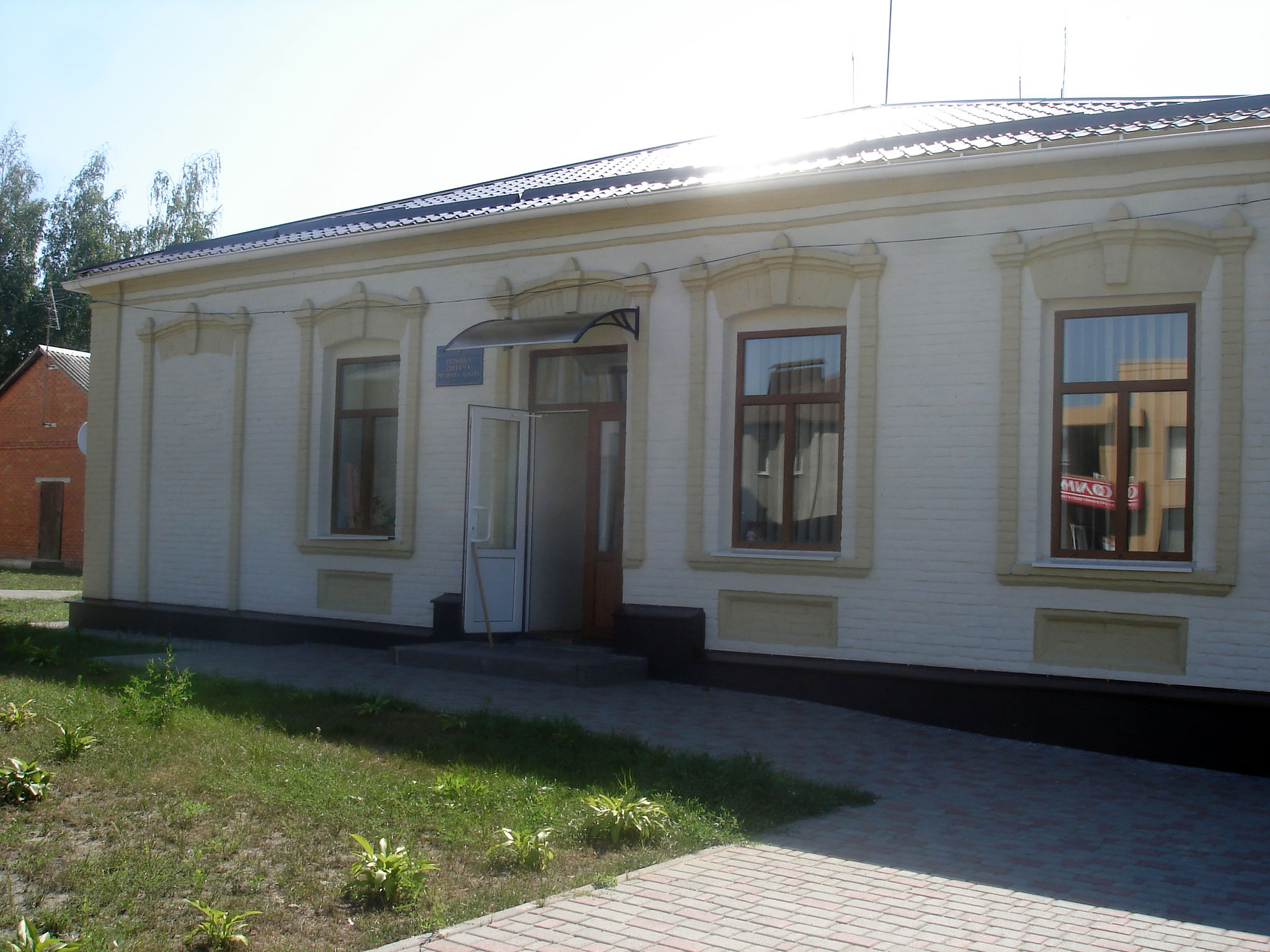
Гадяцька музична школа. Корпус 2.

Освітою у районі продовжує керувати І. Я. Мусієнко. Методичний супровід забезпечують Л. В. Грицан, І. В. Євтушенко, Л. Д. Шопіна. Районний профспілковий комітет очолює Г. А. Недвига.
Станом на 1986 р. кількість загальноосвітніх шкіл району становила — 55, кількість учнів — 9368. Кількість постійних дитячих дошкільних закладів становила 47, з них у сільській місцевості — 35; кількість дітей у таких закладах складала 3 тис. чол., з них половина (1,5 тис.) — у сільській місцевості.
У 1990 р. у Гадяцькому районі значилося 17 середніх, 22 неповних середніх та 14 початкових шкіл (8772 учні), культосвітнє та два сільських профтехучилища, музична та однорічна сільськогосподарська школи.

### Освіта часів відновлення Незалежності України
З 1991 року освітою у Гадяцькому районі керував І. І. Грома.
У районі працювало 53 школи (15 початкових, 21 неповна середня, 17 середніх), у яких загальну середню освіту здобувало 8916 учнів, 26 дитячих садків (1489 вихованців), три позашкільні навчальні заклади: ДЮСШ, СЮТ, БДЮТ.
У 1991 р. придбано і встановлено комп'ютерні класи для міських середніх шкіл № 2, № 3, міської середньої школи-інтернату, Березоволуцької, Рашівської та Розбишівської середніх шкіл. Серед кращих навчальних закладів району значилися: Великобудищанська середня школа (директор В. М. Беседа), Біленченківська неповна середня школа (директор О. С. Войник). У числі педагогів-ентузіастів значилися: вчитель музики Соснівської середньої школи В. О. Білко, старший піонервожатий Біленченківської неповної середньої школи А. А. Безрук, учитель фізики Великобудищанської середньої школи О. В. Геращенко, вчитель української мови та літератури, заступник директора Рашівської середньої школи І. А. Гіцман та ін.
Справжньою подією для освітян краю стало нагородження директора Гадяцької середньої школи-інтернату ім. Є. П. Кочергіна Михайла Андрієвського трудовою відзнакою Героя Соціалістичної Праці.
Освітою у районі керує П. В. Субота (з 1993 р.), завідувачкою методичного кабінету призначено Н. В. Пилипенко.
У пострадянський період через відсутність коштів у районі було призупинено спорудження об'єктів освіти. Та вже у 2001 р. керівництвом району були розроблені поетапні плани введення цих об'єктів у дію.
У цей час відбувається процес модернізації шкільних котелень — на зміну квартальним у навчальних закладах будують нові сучасні теплогенераторні.
Відроджується дошкільна освіта. У загальноосвітніх закладах відкривають 11 дитячих садків, 5 відомчих дошкільних закладів передано у комунальну власність.
З 2003 р. начальником відділу освіти Гадяцької РДА призначено І. Г. Лідового. Він очолює відділ освіти до початку 2005 р. З 2005 по 2010 р. освітою району керує М. М. Ковінько. З липня 2010 р. начальником відділу освіти знову призначено І. Г. Лідового. При відділі освіти працює методичний кабінет, який очолює Н. В. Пилипенко.
У 2012—2013 н.р. у Гадяцькому районі функціонувало 33 загальноосвітні школи. З них 1 загальноосвітня школа І ст., навчально-виховний комплекс, гімназія, 6 спеціалізованих шкіл, 10 загальноосвітніх шкіл І-ІІІ ст., 13 загальноосвітніх шкіл І-ІІ ст., вечірня змінна школа (4212 учнів). Функціонувало 39 дошкільних навчальних закладів (1770 вихованців). Позашкільна освіта була представлена Будинком дитячої та юнацької творчості, Комплексною дитячо-юнацькою спортивною школою та музичною школою. Мережа професійної освіти залишилася без змін.
У жовтні 2010 р. розпорядженням голови Гадяцької райдержадміністрації створюється Гадяцький науково-методичний центр. Структурними підрозділами Гадяцького НМЦ є районний центр практичної психології та соціальної роботи (РЦППСР) та логопедпункт. Директором Гадяцького НМЦ призначено Смірнову Т. Ю., а у 2013 році — Сидоренко Т. О.
З квітня 2015 р. начальником відділу освіти призначено Гулей І. В. Станом на 01.01.2016 р. у районі функціонувало 32 загальноосвітні навчальні заклади, Гадяцька вечірня (змінна) школа, 2 позашкільні навчальні заклади, 39 дошкільних навчальних закладів, училище культури, два аграрних ліцеї, однорічна сільськогосподарська школа, музична школа.
Відповідно до постанови Верховної Ради України від 13 травня 2015 року № 399-VIII місто Гадяч Гадяцького району Полтавської області віднесено до категорії міст обласного значення.
Відповідно до рішення третьої сесії сьомого скликання Гадяцької міської ради від 10 грудня 2015 року створено відділ освіти, молоді та спорту Гадяцької міської ради, який розпочав роботу 05 січня 2016 року. Структурними підрозділами відділу освіти, молоді та спорту Гадяцької міської ради є централізована бухгалтерія (створено 12 січня 2016 року) та господарська група (створено 15 січня 2016 року). Начальником відділу освіти, молоді та спорту Гадяцької міської ради призначено Бутенка Станіслава Миколайовича.
Відповідно до рішення сьомої сесії сьомого скликання Гадяцької міської ради від 14 квітня 2016 року «Про створення методичного кабінету відділу освіти, молоді та спорту Гадяцької міської ради» з 1 липня 2016 року розпочав свою роботу методичний кабінет відділу освіти, молоді та спорту Гадяцької міської ради, який є структурним підрозділом відділу освіти, молоді та спорту Гадяцької міської ради, до складу якого входять міська психолого-медико-педагогічна консультація та логопедичний пункт. Завідувачем методичного кабінету призначено Майбороду Сергія Миколайовича.
У підпорядкуванні відділу освіти, молоді та спорту Гадяцької міської ради знаходяться: Гадяцька гімназія імені Олени Пчілки, Гадяцька спеціалізована школа І-ІІІ ступенів № 2 імені Михайла Драгоманова, Гадяцька спеціалізована школа І-ІІІ ступенів № 3, Гадяцька спеціалізована школа І-ІІІ ступенів № 4, Гадяцька вечірня (змінна) школа, ДНЗ № 2 «Берізка», ДНЗ № 6 «Сонечко», ДНЗ № 9 «Дзвіночок», ДНЗ № 10 «Казка», ДНЗ «Веснянка», ДНЗ «Первоцвіт».
У підпорядкуванні відділу освіти Гадяцької РДА на 01.07.2016 знаходяться 26 загальноосвітніх навчальних закладів. З них 1 загальноосвітня школа І ст., навчально-виховний комплекс, 2 спеціалізовані школи, 11 загальноосвітніх шкіл І-ІІІ ст., 13 загальноосвітніх шкіл І-ІІ ст. Функціонують 32 дошкільних навчальних закладів. Позашкільна освіта представлена Будинком дитячої та юнацької творчості та Комплексною дитячо-юнацькою спортивною школою.